# Râul Călina
Râul Călina este un curs de apă, afluent al râului Sacovăț. 